# Abdellatif Marouik
Abdellatif Marouik (arab. ‏مرويك عبد اللطيف‎, ur. 26 sierpnia 1976 w Safi) – marokański piłkarz, grający na pozycji bramkarza.
Przez całą karierę związany był z Olympic Safi, w którym grał z numerem 34. W sezonie 2011/2012 zagrał 8 spotkań. 9 meczów rozegrał w sezonie 2012/2013. W sezonie 2013/2014 zagrał jedno spotkanie. 1 lipca 2014 roku zakończył karierę.